# Tabernaemontana catharinensis
Tabernaemontana catharinensis är en oleanderväxtart som beskrevs av A. Dc.. Tabernaemontana catharinensis ingår i släktet Tabernaemontana och familjen oleanderväxter. Inga underarter finns listade i Catalogue of Life.